# カプリーノ・ベルガマスコ
カプリーノ・ベルガマスコ（伊: Caprino Bergamasco  ( 音声ファイル)）は、イタリア共和国ロンバルディア州ベルガモ県にある、人口約3,100人の基礎自治体（コムーネ）。

## 地理

### 位置・広がり
ベルガモ県西部、ヴァッレ・サン・マルティノのコムーネ。レッコから南南東へ14km、県都ベルガモから西北西へ16km、州都ミラノから北東へ39kmの距離にある。

#### 隣接コムーネ
隣接するコムーネは以下の通り。
- チザーノ・ベルガマスコ
- パラッツァーゴ
- ポンティーダ
- ロンコラ
- トッレ・デ・ブージ

### 地震分類
イタリアの地震リスク階級 (it) では、3 に分類される
。

## 行政

### 山岳部共同体
レッコ県とベルガモ県にまたがる広域自治体「ラーリオ・オリエターレ＝ヴァッレ・サン・マルティノ山岳部共同体」  (it:Comunità montana Lario Orientale - Valle San Martino)  （事務所所在地: レッコ県ガルビアーテ）を構成する自治体のひとつである。

### 分離集落
カプリーノ・ベルガマスコには、以下の分離集落（フラツィオーネ）がある。
- Celana, Perlupario, Sant'Antonio d'Adda, Celanella, Opreno, Formorone